# Gâteau au pandan
Le gâteau au pandan est un sponge cake moelleux et léger, d'origine indonésienne et malaisienne et qui a subi l'influence des Pays-Bas. Il est parfumé par le jus de feuilles de Pandanus amaryllifolius,. Ce type de gâteau prend une teinte vert clair à cause de la chlorophylle présente dans le jus des feuilles. Il contient aussi parfois des colorants alimentaires verts pour accentuer encore davantage sa couleur. Parfois, le gâteau n'est pas préparé avec du jus de feuilles mais avec simplement de l'extrait de pandan, auquel cas, du colorant est ajouté si l'on souhaite conserver cette couleur verte caractéristique.
Il est très populaire en Indonésie, en Malaisie, aux Philippines, à Singapour, au Vietnam, au Laos, en Thaïlande, au Cambodge, au Sri Lanka, à Hong Kong et en Chine. Il est aussi connu sous le nom anglais de pandan chiffon.
Le gâteau original, communément trouvé en Indonésie, aux Pays-Bas et à Singapour est généralement un sponge cake dépourvu de tout glaçage, et assez similaire à un chiffon cake. D'autres variantes existent, similaires uniquement par l'usage du pandan comme ingrédient.

## Histoire et origine
En Asie du Sud-Est, certaines techniques pâtissières ont été amenés par la colonisation européenne. La Malaisie et Singapour étaient alors des colonies britanniques tandis que l'Indonésie était une colonie néerlandaise. Les colons amenèrent avec eux leur culture culinaire, avec pour impact le plus évident l'évolution des techniques de confection de pain et de pâtisseries. Dans la cuisine du Sud-Est Asiatique, le jus de la feuille de pandan est un arôme très apprécié et utilisé pour parfumer une grande variété de mets, allant du riz à la noix de coco, aux kuih, en passant par les desserts et les boissons. Le gâteau au pandan est vraisemblablement né de la fusion des techniques pâtissières européennes et d'ingrédients locaux.

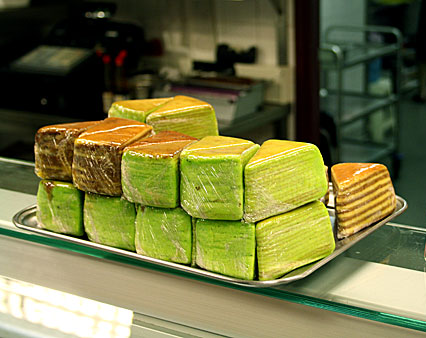
Le pandan est aussi utilisé en tant qu'arôme et colorant dans d'autres gâteaux comme le néerlando-indonésien spekkoek (lapis legit) vendu ici dans un magasin d'Amsterdam.

En 2017, CNN déclara le gâteau au pandan, gâteau national de la Malaisie et de Singapour, ce qui créa une polémique en Indonésie où le gâteau, connu sous le nom de kue bolu pandan est considéré comme une création locale. À Singapour, le gâteau au pandan a été popularisé par l'une des plus célèbres boulangeries de la ville : Bengawan Solo, propriété d'un citoyen de Singapour d'origine indonésienne.
D'après CNN Indonésie, ce gâteau est originaire d'Indonésie et remonte à l'époque de la colonisation Néerlandaise. Les colons néerlandais et les indonésiens combinèrent des techniques occidentales avec des ingrédients locaux tels que le pandan en tant qu'arôme et colorant. Le gâteau au pandan est encore aujourd'hui populaire aux Pays-Bas en raison du lien historique entre ce pays et l'Indonésie. La feuille de pandan est également utilisée dans d'autres gâteaux comme le spekkoek ou lapis legit un gâteau néerlando-indonésien.

## Noms dans différentes langues

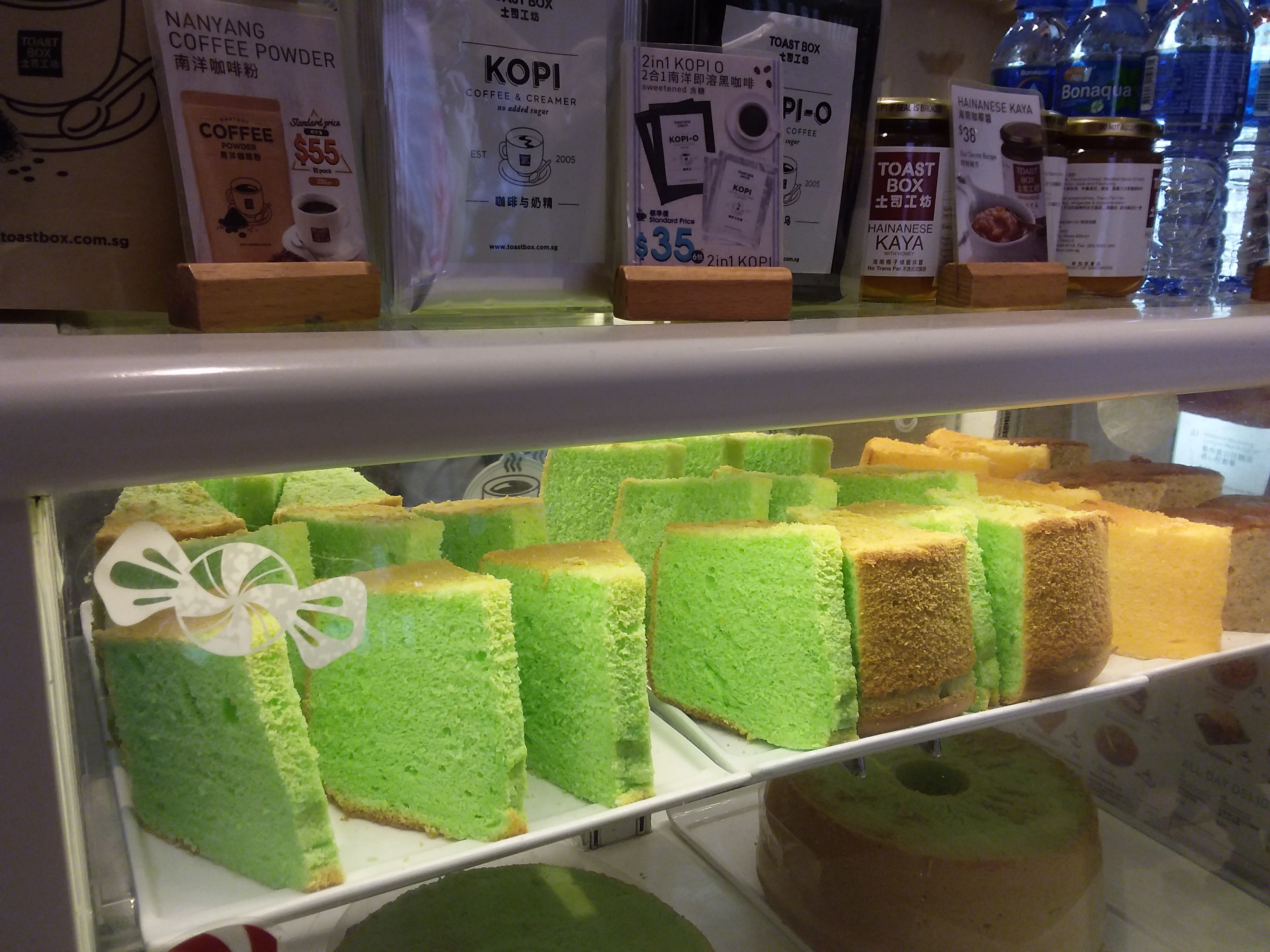
Gâteaux au pandan à Hong Kong

- Cantonais : 班蘭蛋糕, baan1 laan4 daan6 gou1
- Indonésien : bolu pandan
- Malais : kek pandan
- Vietnamien : bánh phú sĩ
- Thai : เค้กใบเตย
- Khmer: Num Sleok Touy